# Vipère aspic
Pour les articles homonymes, voir Aspic.
Vipera aspis
Espèce
Synonymes
- Coluber aspis Linnaeus, 1758
- Vipera francisci redi Laurenti, 1768
- Vipera atra Weisner, 1820
- Vipera hugyi Schinz, 1833
- Vipera aspis montecristi Mertens, 1956

Statut de conservation UICN

 VU  : Vulnérable
La Vipère aspic, Vipera aspis, est une espèce de serpents de la famille des Viperidae. Présent surtout en France et en Italie, mais aussi en Suisse et dans le nord de l'Espagne, et très localement dans quelques pays voisins, ce serpent est étudié depuis très longtemps, et, à ce titre, est bien connu dans les pays de son aire de répartition. Il vit notamment dans des milieux broussailleux.
C'est un serpent venimeux, qui utilise son venin principalement pour tuer ses proies, mais qui peut aussi l'utiliser pour se défendre, parfois contre l'homme chez qui une morsure peut être dangereuse, voire mortelle dans de rares cas. La grande majorité des cas restent cependant sans gravité, tandis que la médecine moderne permet de soigner les évolutions graves.
Cette vipère est protégée par les conventions internationales ainsi que par la législation de plusieurs pays où elle est présente, comme la France et la Suisse.

## Description

### Morphologie et coloration

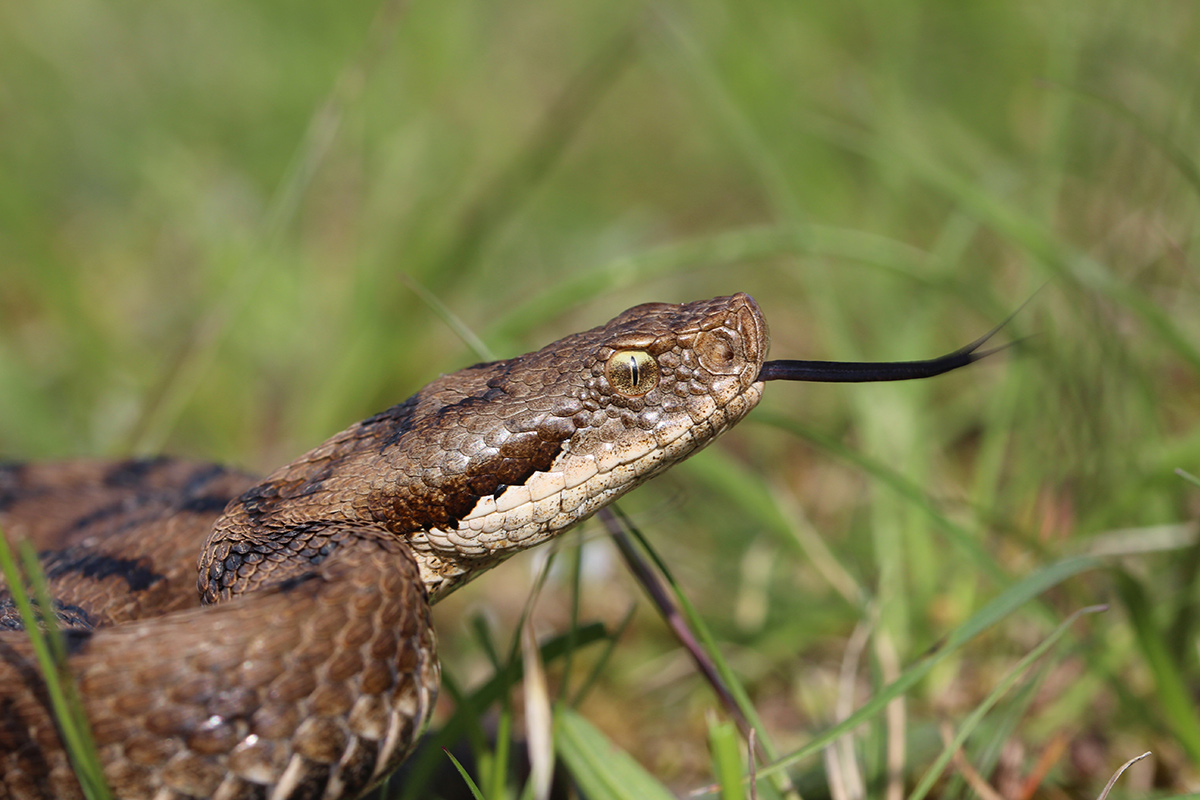
Tête d'une femelle adulte de vipère aspic, Lorraine.

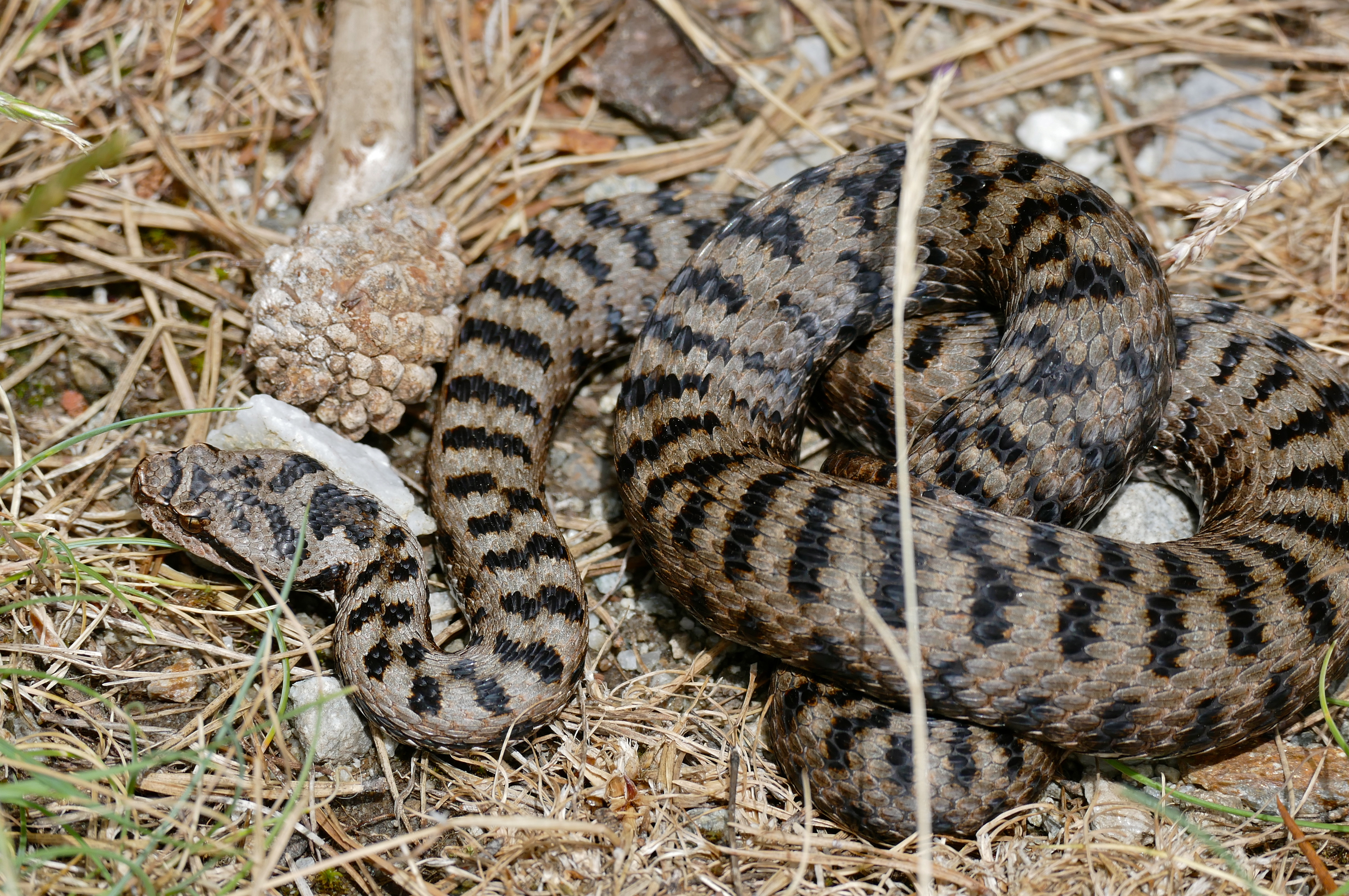
Mâle adulte de la forme atra, Alpes-Maritimes.

C'est un serpent de taille petite à moyenne, avec un corps assez épais et une queue courte. Adulte, il mesure entre 50 et 70 cm mais peut atteindre 90 cm. Les mâles sont en général plus grands que les femelles mais celles-ci sont plus trapues. La tête est caractéristique des vipères, assez plate et plus ou moins triangulaire. Les yeux ont des pupilles verticales comme chez toutes les vipères d'Europe. Les écailles du corps sont carénées, c'est-à-dire avec une légère arête longitudinale médiane. Le museau de la vipère aspic est très spécifique, retroussé mais sans corne.
Cette espèce se caractérise par une coloration extrêmement variable, non seulement entre les populations mais aussi parmi les individus d'une même population. Les femelles adultes sont généralement plus ternes et moins contrastées que les mâles. La couleur de fond peut être gris clair à foncé, parfois légèrement bleuté, beige clair à brun foncé, vert olive, jaunâtre, cuivré, orangé ou rouge brique. Certains individus sont très sombres et le mélanisme (noir complet) est assez fréquent, particulièrement en Suisse. Sur cette couleur de fond s'ajoute une ornementation plus sombre, à dominante de brun ou de noir, qui varie selon les sous-espèces, mais aussi selon les individus. Comme chez d'autres espèces de vipères il s'agit d'un zigzag dorsal accompagné par une ponctuation de tâches latérales sur les flancs en alternance avec le motif dorsal. Chez la sous-espèce aspis, la plus répandue en France, et la sous-espèce francisciredi, la plus répandue en Italie, ce motif dorsal est le plus souvent constitué de barres transversales de faible épaisseur ou demi-barres, plus ou moins reliées par une fine ligne dorsale. Chez la forme atra de la région alpine, ce dessin dorsal est semblable mais souvent plus épais, plus large et plus serré, pouvant parfois dominer la couleur de fond et donner des individus très sombres. La sous-espèce zinnikeri du sud-ouest de la France se caractérise par un zigzag assez épais et serré (rappelant la vipère péliade ou la vipère de Seoane) avec au centre une large ligne dorsale formant une bande plus claire. Chez la sous-espèce hugyi du sud de l'Italie et de Sicile, le motif dorsal est assez différent et forme de grandes tâches arrondies, brun clair avec de fines bordures sombres (rappelant la vipère ammodyte). Le dessus de la tête, chez toutes les sous-espèces est souvent orné de deux barres obliques formant un V, pouvant dessiner une lyre chez la sous-espèce atra. Sur les côtés de la tête deux bandes latérales courent des yeux jusqu'au cou pour rejoindre les ponctuations des flancs. Le ventre a également une coloration variable, clair ou sombre, taché ou non. La face inférieure du bout de la queue est en général colorée de façon plus vive, jaune ou rouge,,,.

## Distribution et habitat

### Répartition

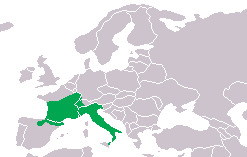
Aire de répartition de la vipère aspic.

La vipère aspic n'est présente qu'en Europe de l'Ouest. Elle se rencontre dans le nord-est de l'Espagne, en France, en Suisse et en Italie. Elle est aussi présente très localement dans l'extrême sud-ouest de l'Allemagne, dans la partie méridionale de la Forêt-Noire, et à l’extrême ouest de la Slovénie.
En France, elle est présente dans la majeure partie du pays, au sud d'une ligne joignant la Loire-Atlantique à la Moselle, en passant par le sud de l'Île-de-France. Elle est absente sur une grande partie du littoral méditerranéen et en Corse.
Sa limite nordique serait liée aux conditions climatiques. Cette espèce requiert, en effet, une température suffisante pour terminer son cycle reproductif avant d'entrer en hibernation (Saint Girons 1977).

### Habitat
Elle vit dans une grande variété d'habitats. Si elle reste commune dans les terrains accidentés, elle se fait plus rare de nos jours dans les plaines cultivées, notamment à cause de l'agriculture intensive. Elle est souvent présente dans les milieux secs, tels que les coteaux rocheux embroussaillés ou les bois ouverts et leurs lisières, les haies des bocages, les murs de pierres sèches, les friches, etc.
Elle affectionne particulièrement les écotones (zone de transition écologique entre deux écosystèmes) entre milieux ouverts et boisés.
Mais contrairement à une croyance commune, elle peut aussi vivre dans des milieux plus humides, en particulier dans les régions où la vipère péliade, espèce plus compétitive dans ces milieux, est absente. En hautes montagnes, on la trouve fréquemment au bord des torrents ou des étangs.
La présence de la vipère aspic est liée à celle des petits rongeurs (mulots, campagnols) qu'elle consomme.

## Sous-espèces

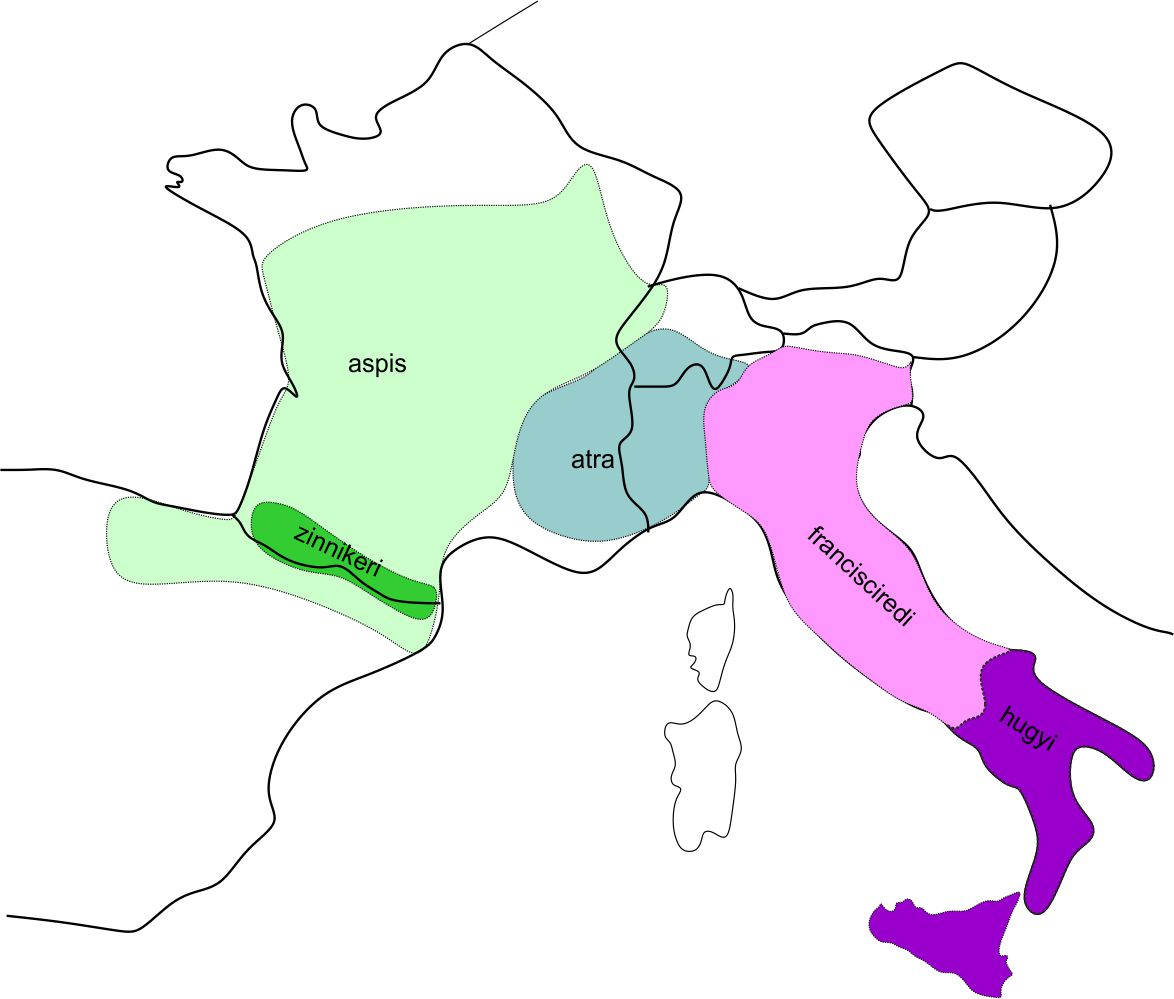
Carte des sous-espèces de Vipera aspis, d'après Zuffi

Pendant 50 ans, le statut des différentes sous-espèces de Vipera aspis a été l'objet de discussions passionnées dans la communauté des herpétologues européens.
À la suite des études de Kramer, il est communément admis que le complexe Vipera aspis comporte 5 sous-espèces :
- V. aspis aspis (Linnée 1758), l'espèce nominale,
- V. aspis atra Meisner, 1820, plus petite, vivant en altitude dans les Alpes,
- V. aspis francisciredi Laurenti, 1768,
- V. aspis hugyi Schinz, 1834,
- V. aspis zinnikeri Kramer, 1958

Les autres sous-espèces V. aspis heinzdischeki Sochurek, 1979 et V. aspis montecristi Mertens, 1956, sont maintenant considérées comme des synonymes de V. aspis hugyi.
La systématique de Vipera aspis a été établie par Kramer et al. (1982) sur la base de 42 caractères appliqués à 378 spécimens.
Les analyses phylogéographiques d'Ursenbacher révèlent deux clades majeurs, localisés à l'ouest et à l'est des Alpes. De plus, le clade ouest est clairement subdivisé en deux groupes, l'un présent en Espagne et dans la région pyrénéenne, l'autre localisé en France et en Suisse.
| Sous-espèces               | Auteur du taxon  | Caractères | Distribution géographique |
| -------------------------- | ---------------- | --- | --- |
| Vipera aspis aspis         | (Linnaeus, 1758) | Vipère aspic (nominale) | Partout en France, sauf au nord d'une ligne joignant la Loire-Atlantique à la Moselle, au sud de la Gironde, à l'est de la Moselle et sur la Côte d'Azur. Sud-Ouest de l'Allemagne et Nord-Ouest de la Suisse |
| Vipera aspis atra          | Meisner, 1820    | Motifs sombres plus marqués et souvent plus épais, très variables, mélanisme fréquent                                               | Suisse du Centre-Ouest, Nord-Ouest de l'Italie, France alpine |
| Vipera aspis francisciredi | Laurenti, 1768   | Motifs très semblables à ceux de V. aspis aspis, tête fortement élargie derrière les yeux, points clairs sur les écailles ventrales | Nord et Centre de l'Italie, Sud de la Suisse, en Slovénie et dans le Nord-Ouest de la Croatie |
| Vipera aspis hugyi         | Schinz, 1833     | Motif dorsal plus riche, en grandes tâches arrondies, marron bordé de sombre                                                        | Italie du Sud (régions des Pouilles, de Basilicate, de Calabre et en Sicile) |
| Vipera aspis zinnikeri     | Kramer, 1958     | Bande dorsale ondulée épaisse, en zigzag à presque droite, avec une bande centrale plus pâle                                        | Quart sud-ouest de la France (des Pyrénées à Toulouse), Pyrénées espagnoles |

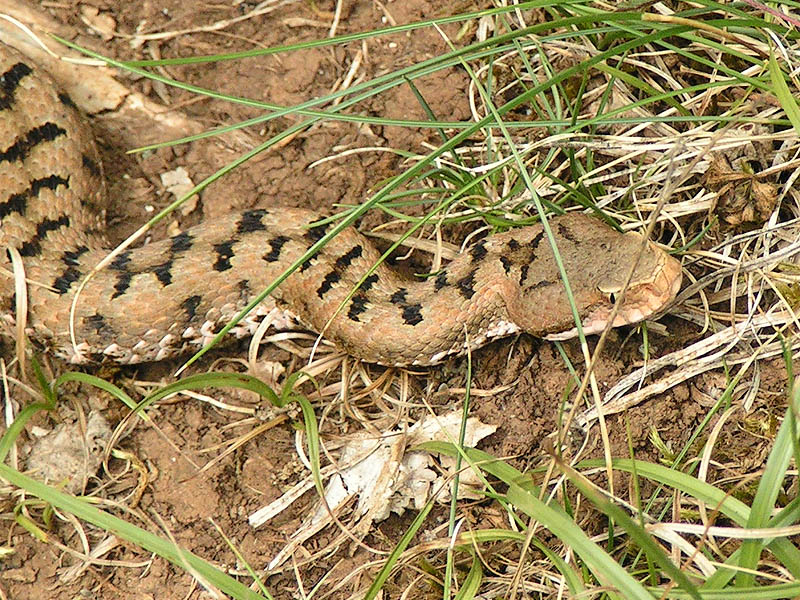
V. aspis aspis (Paussac, Dordogne, France)
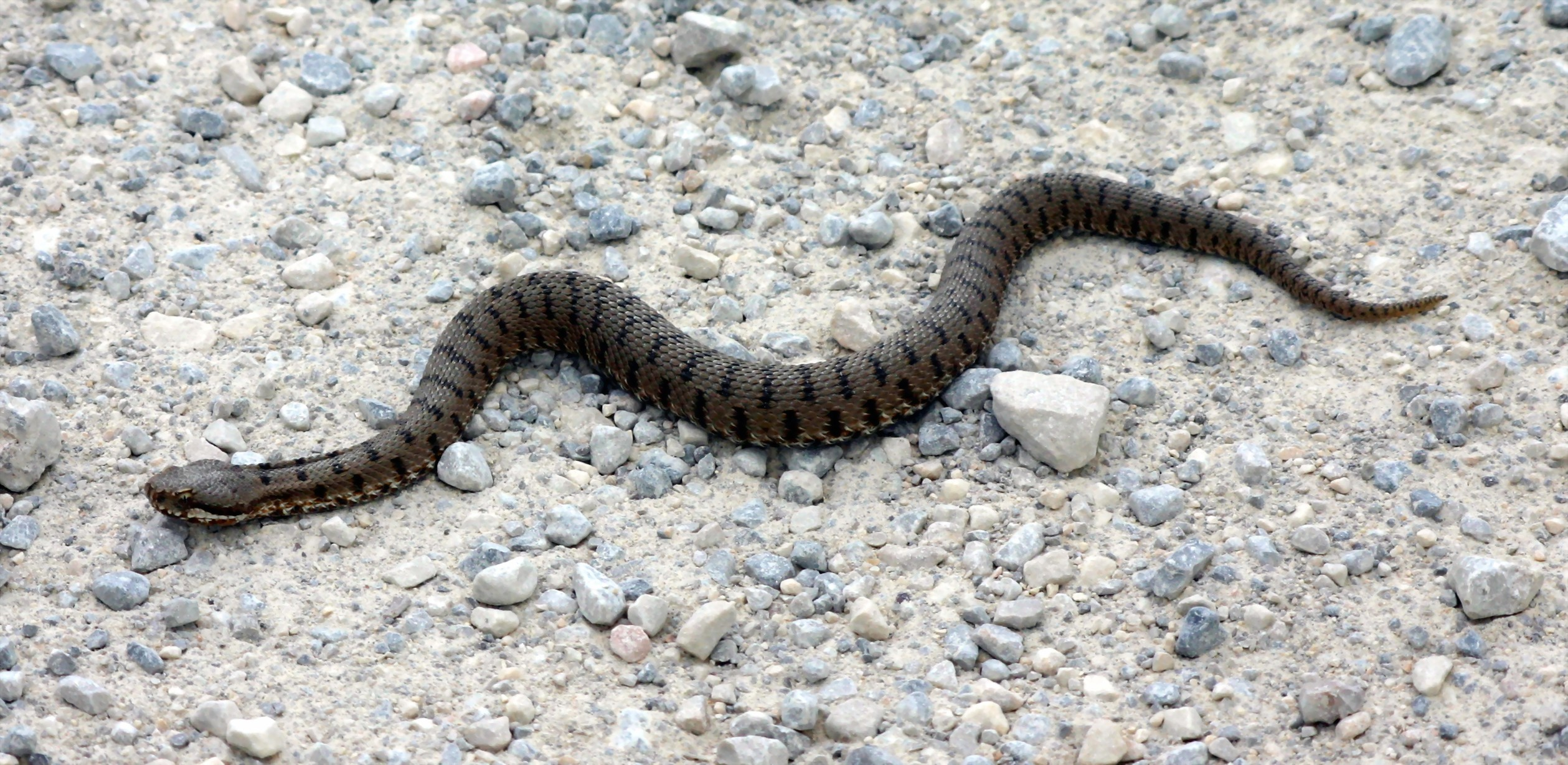
V. aspis francisciredi (Toscane, Italie)
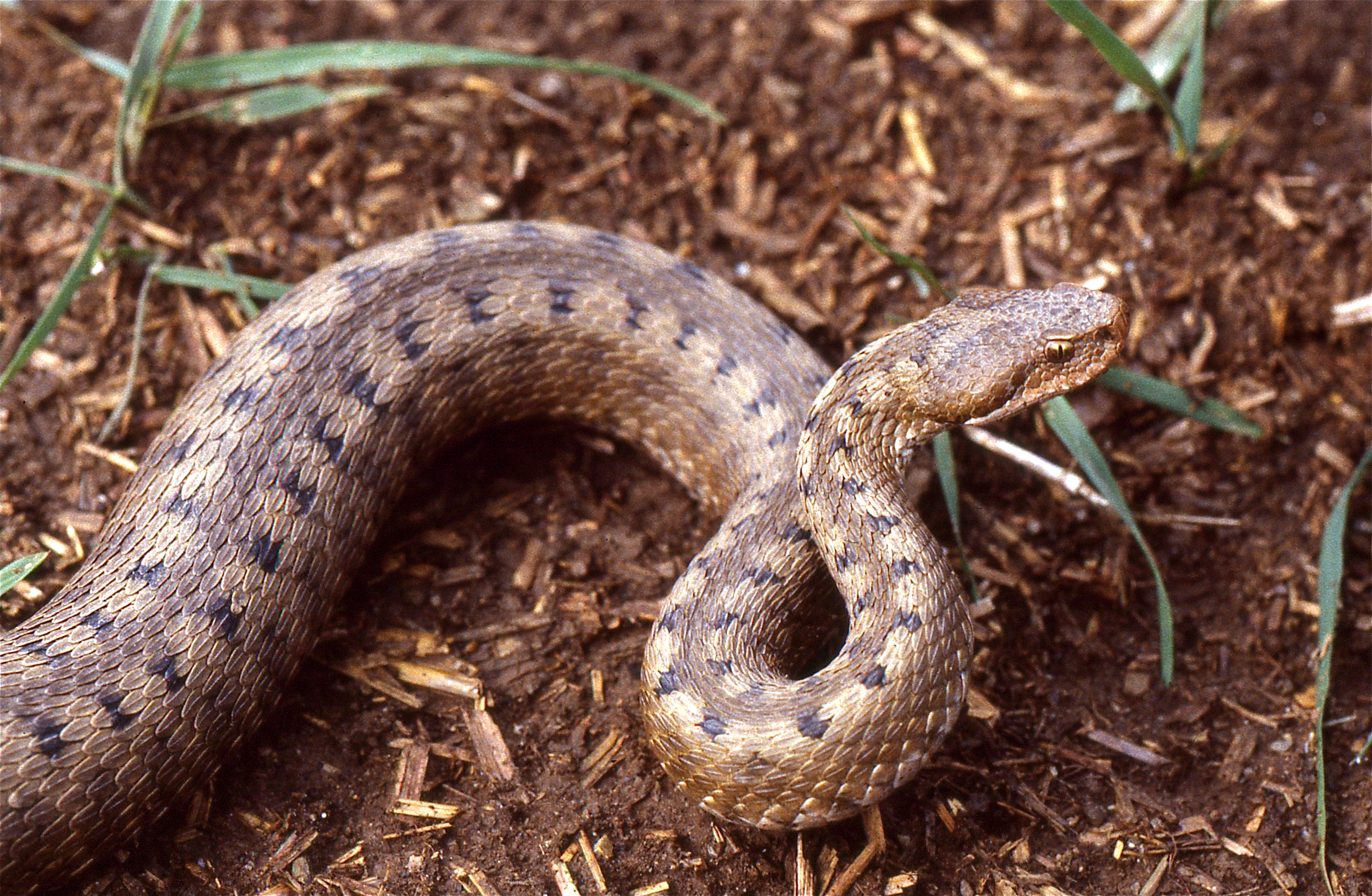
V. aspis zinnikeri (Espagne).
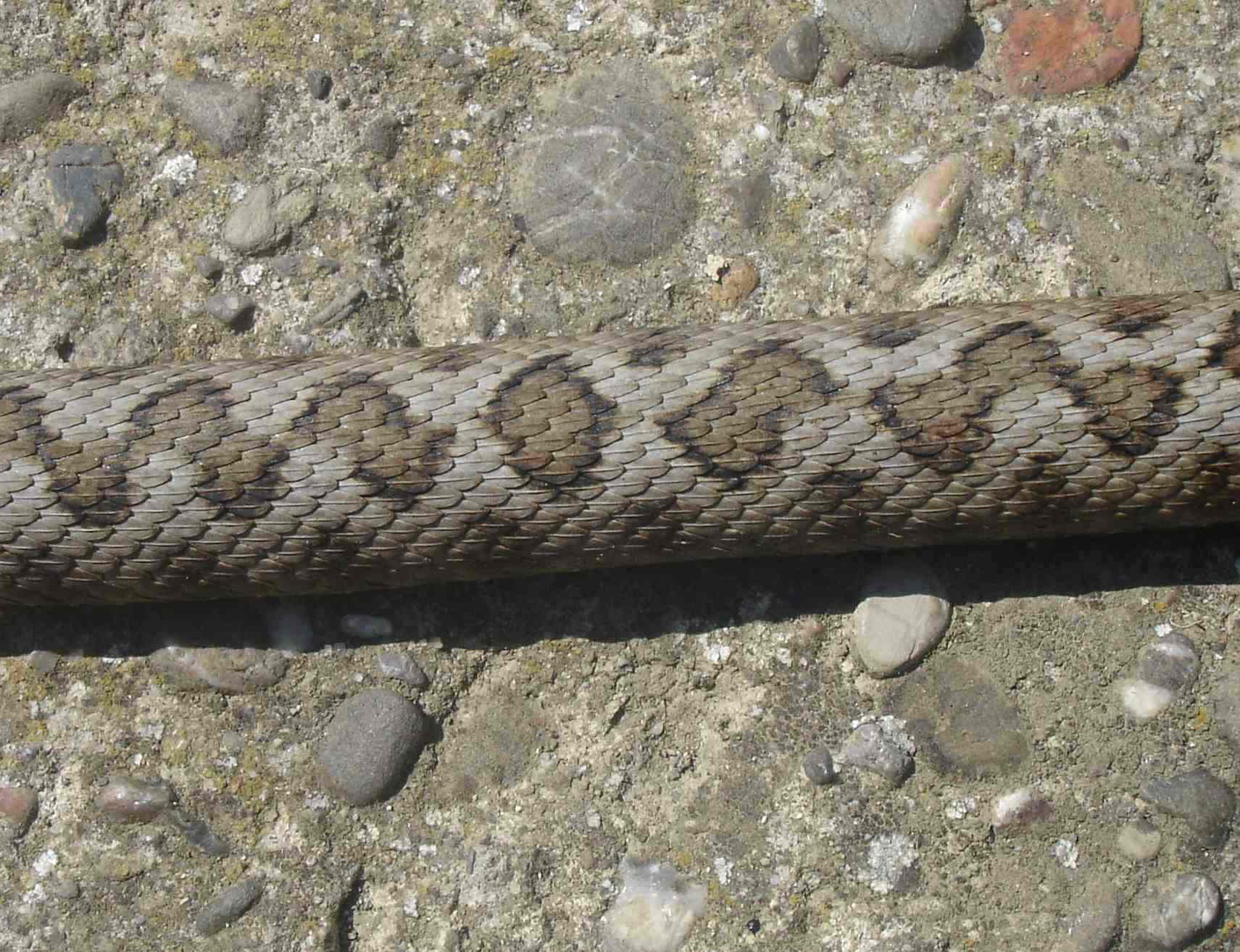
motifs de V. aspis hugyi (Italie)

## Confusions possibles
Les critères suivants ne sont valables que pour l'identification des serpents présents en Europe de l'Ouest.

### Les couleuvres

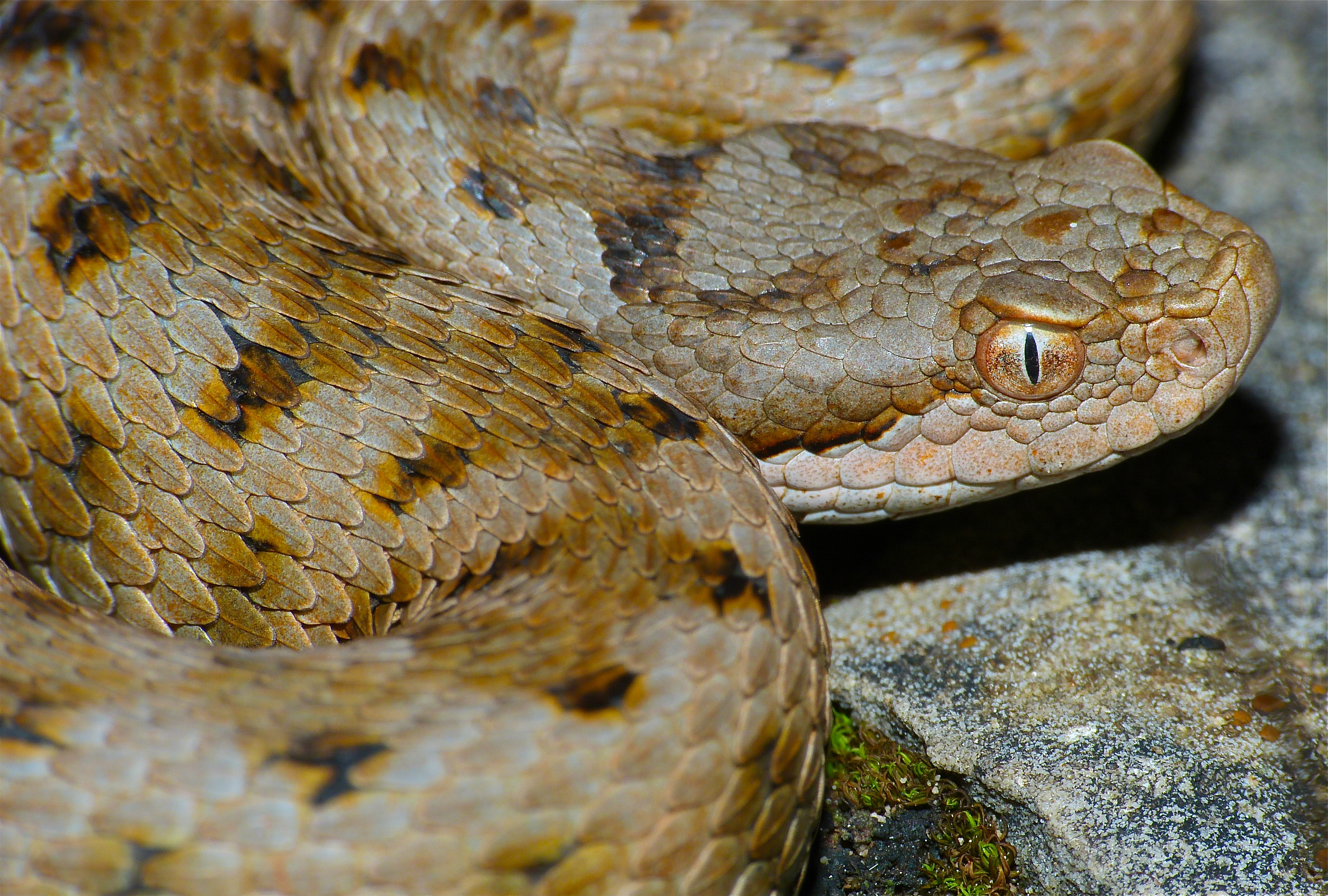
Tête d'une jeune vipère aspic. Les caractères typiques de l'espèce sont la pupille verticale, deux rangs d'écailles sous-oculaires (entre l’œil et les écailles labiales plus grandes), de nombreuses petites écailles sur le dessus de la tête (comprenant parfois une écaille frontale un peu plus grande) et un nez retroussé.

Le critère le plus fiable pour reconnaitre les vipères (toutes les espèces) en Europe occidentale est leurs pupilles verticales, alors que toutes les couleuvres, inoffensives, ont des pupilles rondes.
Par ailleurs les vipères sont assez trapues, moins élancées que les couleuvres, avec une queue visiblement plus courte. Les couleuvres ont toutes neuf grandes écailles en plaques sur le dessus de la tête tandis que leurs écailles labiales (écailles assez grandes qui constituent les lèvres supérieures) bordent directement les yeux. Les vipères ont de plus petites et nombreuses écailles sur le dessus de la tête, en particulier la vipère aspic, et elles ont un (vipère péliade) ou deux (vipère aspic) rangs de petites écailles sous-oculaires (s’insérant entre les yeux et les écailles labiales).
Ces différences sont valables pour la coronelle lisse et la coronelle girondine qui fréquentent les mêmes biotopes que la vipère aspic et lui ressemblent quelque peu. Les juvéniles d'autres couleuvres peuvent aussi vaguement lui ressembler par leurs motifs dorsaux, comme ceux de la couleuvre d'Esculape (ceux de la couleuvre verte et jaune sont plus distincts). Dans les régions méditerranéennes françaises et ibériques on peut citer la couleuvre à échelons et les jeunes de couleuvre de Montpellier, et, en Italie, les juvéniles de couleuvre à quatre raies et la couleuvre léopard.
La couleuvre vipérine ressemble beaucoup à une vipère, comme son nom l'indique. Mais c'est une couleuvre aquatique, avec des pupilles rondes et de grandes écailles sur la tête, que l'on voit fréquemment nager la tête hors de l'eau et éventuellement plonger, tout comme la couleuvre tessellée (Italie et Suisse) et la couleuvre à collier (toute l'Europe). Ces trois espèces sont parfaitement inoffensives. Bien qu'il puisse lui arriver de nager (rarement), la vipère aspic ne peut pas s'immerger et ne se nourrit jamais de poissons.

### Les autres vipères
Dans une grande partie de la France et en Italie, la vipère aspic est la plus commune des vipères, et elle est la seule espèce présente dans de vastes parties de son aire. Mais elle cohabite dans certaines régions avec d'autres espèces, avec lesquelles elle peut d'ailleurs s'hybrider.
La vipère aspic est identifiable grâce à ses nombreuses petites écailles sur la tête, à son écaille nasale proéminente lui conférant un nez retroussé, ainsi qu'à ses deux rangs d'écailles sous-oculaires. Ces caractères la distinguent de la vipère péliade qui n'a pas le nez retroussé, qui a quelques écailles en plaques plus grandes sur la tête, un seul rang d'écailles sous-oculaires, un motif de zigzag dorsal plus épais et serré mais peu large et des yeux rougeâtres. La sous-espèce Vipera aspis zinnikeri ressemble surtout à la vipère de Seoane par ses motifs dorsaux semblables, mais cette dernière n'a pas le nez nettement retroussé et n'a qu'un seul rang d'écailles sous-oculaires. Dans le nord-est de l'Italie, la vipère ammodyte se démarque par une vraie corne d'écailles en lieu et place du nez retroussé de la vipère aspic, et ses motifs dorsaux sont plus amples et contrastés ; des caractères similaires à la vipère ammodyte distinguent la vipère de Lataste de la vipère aspic au nord de la péninsule Ibérique. Enfin la vipère d'Orsini, très localisée, a les caractères d'une vipère péliade naine.

## Biologie et éthologie

### Comportement

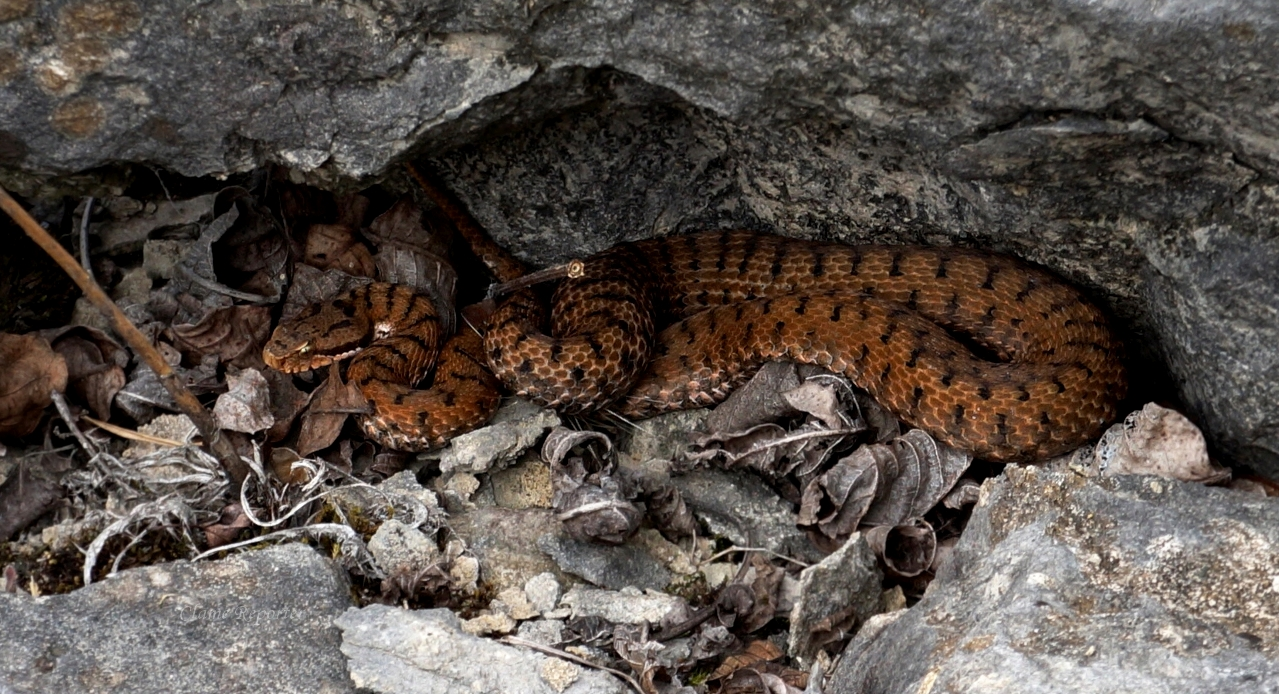
Vipère Aspic dans son lieu d'insolation près de son abri, aux environs de la forêt de Tronçais, dans l'Allier.

C'est une espèce principalement diurne, parfois active au crépuscule ou la nuit.
La période active se situe entre février et novembre (dans le bocage vendéen).
À la fin de l'hivernage, courant février à faible altitude mais jusqu'en avril au-dessus de 1 500 m, les mâles sortent lentement de leur abri (crevasse, terriers de rongeurs). Ils précèdent les femelles d'une quinzaine de jours. Ils cherchent des lieux favorables pour se réchauffer au soleil. Les substrats préférés observés par Guy Naulleau en Vendée sont la terre plus ou moins recouverte de feuilles, la mousse et les souches. La température corporelle recherchée est aux alentours de 30 °C. Plusieurs mâles peuvent se rassembler les uns sur les autres dans ces lieux.
Après cette période passive, les mâles commencent à se déplacer, ce qui marque le début de la période sexuelle. C'est alors que des combats rituels s'engagent entre eux : les corps s'enroulent vigoureusement, les têtes se redressent et s'affrontent mais les morsures sont rares.
La maturité sexuelle a lieu vers 3-4 ans chez le mâle et 5-6 ans chez la femelle. Suivant les conditions climatiques, la reproduction peut ensuite avoir lieu tous les ans ou tous les 2, 3 ou 4 ans, comme dans les régions froides alpines. La longueur du cycle dépend de la reconstitution des réserves lipidiques de la femelle. Au printemps, la période d'accouplement se situe en mars-avril-mai.
Plusieurs mâles peuvent se regrouper autour d'une femelle pour former ce qu'on appelle une « boule de serpents ». Lors du préliminaire de l'accouplement le mâle se frotte sur la femelle. Si celle-ci s'enfuit, le mâle la recherche et quand il la retrouve, les préliminaires recommencent. Lors de l’accouplement, le mâle enroule sa queue autour de celle de la femelle et ajuste son cloaque au sien. L'organe sexuel du mâle est constitué de deux hémipénis contractés à l'intérieur de son cloaque. Un de ceux-ci, introduit dans le cloaque de la femelle, devient turgescent et fixe solidement le couple. L'hémipénis ne comporte pas de canal mais simplement un sillon facilitant le passage du sperme dans les voies génitales de la femelle. L'accouplement dure environ une heure.
Au printemps, la femelle s'accouple avec plusieurs mâles différents. Une autre période d'accouplement se situe à l'automne si les conditions climatiques le permettent.
La durée de gestation est variable suivant la température ambiante. Les mises bas ont lieu en août en plaine et en septembre-octobre en montagne. Cette espèce est ovovivipare. Une fois sorti du cloaque, le vipéreau est alors livré à lui-même. Il mue dans les 24 heures. Bien que pourvu de venin, le petit ne s'alimente pas[réf. nécessaire]. Il attend le printemps suivant pour chasser.
L'hivernage commence vers novembre avec les femelles, suivies par les mâles une quinzaine de jours plus tard. Les vipères s'enfouissent à 20-30 cm de profondeur dans des galeries naturelles. Elles y vivent en léthargie, sans être totalement inertes, durant 3 mois.

### Alimentation
La vipère aspic se nourrit principalement de micromammifères (campagnols, mulots, musaraignes) mais aussi parfois de reptiles (lézards) et d'oiseaux. Les juvéniles se nourrissent surtout de lézards.
Elle tue ses proies en leur injectant son venin. Elle peut ingérer des proies pouvant être jusqu'à quatre fois plus grosses que sa tête. La déglutition est possible parce que les ligaments qui relient ses mâchoires sont très élastiques. L'estomac des serpents produit des enzymes et des acides extrêmement puissants, capables d'attaquer tous les tissus y compris les dents mais pas les poils et les griffes qui sont expulsés dans les fèces (Naulleau 1967).

### Mue
Elle mue deux à trois fois par an durant sa période active.

## Venimosité

### Appareil venimeux
La vipère aspic a une denture solénoglyphe, qui caractérise tous les Vipéridés. Les crochets à venin, placés à l'avant de la mâchoire, sont mobiles. Au repos ils sont repliés vers l'arrière dans l'intérieur de la bouche. Des glandes à venin sont reliés aux crochets canaliculés. Ce dispositif permet d'injecter le venin profondément dans les tissus de la proie (petits mammifères).
Le venin a pour fonction de tuer les proies et d'assurer une part de la digestion. Il arrive régulièrement que, lors de la capture d'une proie, un crochet se brise et soit avalé par le serpent. Il peut alors être retrouvé dans les excréments. Un nouveau crochet venimeux, situé préalablement à l'arrière du crochet brisé, se met immédiatement en place.

### Envenimation chez l'homme

#### Fréquence
En France, bien que des vipères de quatre espèces différentes soient présentes dans toutes les régions et soient encore communes dans de nombreux endroits, les morsures sont rares comparativement à d'autres causes d'accidents impliquant des animaux (piqûres d'hyménoptères, morsures de chien, accidents de la route causés par les sangliers et les chevreuils, etc). 
Le nombre total de morsures est estimé à un millier par an, entrainant une centaine d'hospitalisations. Entre 1980 et 2008 on a recensé 36 cas de décès par morsures de serpents en France métropolitaine (tous serpents confondus, y compris les espèces exotiques captives, mais ces cas impliquaient principalement des vipères autochtones), soit moins de 1,3 décès par an.

#### Circonstances
La vipère aspic n'est pas agressive, elle est craintive et préfère toujours fuir que d'attaquer. Elle n'utilise sa fonction venimeuse que pour chasser ses proies ou en cas de danger immédiat. Lorsqu'elle est surprise et qu'elle n'a pas eu le temps d'aller se cacher, elle reste immobile et se met en position de défense, en se dressant et se repliant sur elle-même en forme de S, et souffle pour prévenir de sa présence. Elle peut alors mordre si elle est provoquée, en déployant l'avant de son corps la gueule ouverte avec ses crochets en avant. Dans ce cas il n'y a pas de danger pour l'homme à une distance supérieure à la longueur du serpent. Les morsures se produisent le plus souvent lorsqu'on lui marche dessus sans protection et sans l'avoir vue, mais aussi parfois lors de travaux à la main dans la végétation, ou lors de manipulations de l'animal. Le port de chaussures et de pantalons limite très fortement le risque.

#### Effets du venin

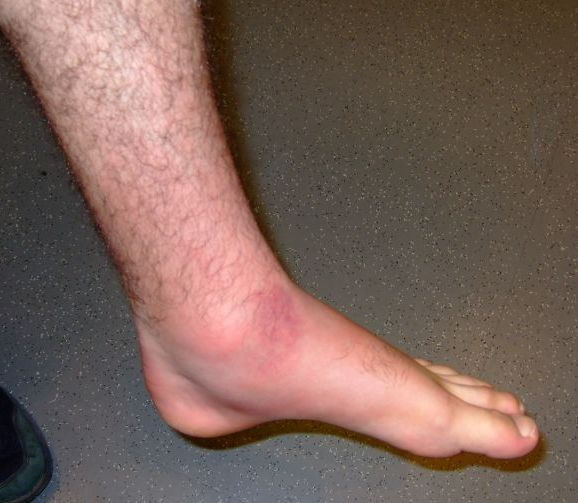
Effet d'une morsure de vipère chez l'homme (troisième jour sans traitement).

Si la morsure de cette espèce n'est pas très grave dans la majorité des cas, elle est dangereuse et peut être mortelle dans certains cas, et doit donc toujours nécessiter assez rapidement un suivi médical. On estime que sans prise en charge médicale, le taux de mortalité des personnes mordues serait d'environ 4%. Cependant les décès sont devenus quasiment inexistants en ce XXIe siècle grâce à l'efficacité croissante des traitements.
Le venin contient des enzymes constitués surtout d'hydrolases. La morsure en elle-même n'est pas toujours ressentie. Une fois injecté, le venin détruit les cellules des tissus sous-cutanés, des muscles et tendons. Il en découle une douleur assez vive et une inflammation. Lorsque le venin pénètre dans la circulation sanguine, il agit sur les parois des vaisseaux et provoque une enflure (œdème) plus ou moins importante du membre mordu, qui se résorbe ensuite généralement dans les jours qui suivent, mais celle-ci peut s'étendre dans les cas graves à tout un membre ou même au corps entier. Il n'entraîne que très rarement des troubles de la coagulation ou de choc anaphylactique.
Les complications qui peuvent apparaître dans les cas graves sont :

- complications locales : surinfections, nécroses, compressions vasculo-nerveuses

- complications générales : insuffisance rénale, œdème aigu des poumons, état de choc hypovolémique, œdème cérébral avec convulsions, ischémie myocardique, troubles de l'hémostase.
Le seul traitement efficace des cas graves est l'administration de sérum antivenin. Comme le signalent Pillet et Petite « ce traitement était très controversé autrefois, en raison de décès dus à une réaction anaphylactique. Ce risque a maintenant presque disparu,... ».
Il existe une sous-espèce de vipère aspic, Vipera aspis zinnikeri, dont le venin, de couleur blanche, est neurotoxique et serait deux fois et demi à quatre fois plus toxique que celui de la vipère aspic classique (en sachant que cette comparaison est très arbitraire car les modes d'action des toxines considérées sont très différents. Il faudrait une étude sur les quantités réellement injectées par chaque individu et les faire corréler avec leurs DL50)[réf. souhaitée].

## Menaces et protection
La vipère aspic est menacée par la destruction de son habitat ainsi que par l'intensification de l'agriculture. Elle est aussi régulièrement tuée par l'homme qui craint souvent exagérément le risque de morsure.
Elle est classée parmi les espèces vulnérables (VU) par l'Union internationale pour la conservation de la nature (UICN).

### Protection
Elle est citée en annexe III de la Convention de Berne et est protégée par la loi de certains des pays où elle est présente, comme la Suisse ou la France.

## Étymologie
Le nom de cette espèce, aspis, vient du grec ασπις signifiant « bouclier », en référence à l'arrière de sa tête en forme de bouclier. Ce terme désignait aussi le cobra et par extension tout serpent venimeux.

## Galerie

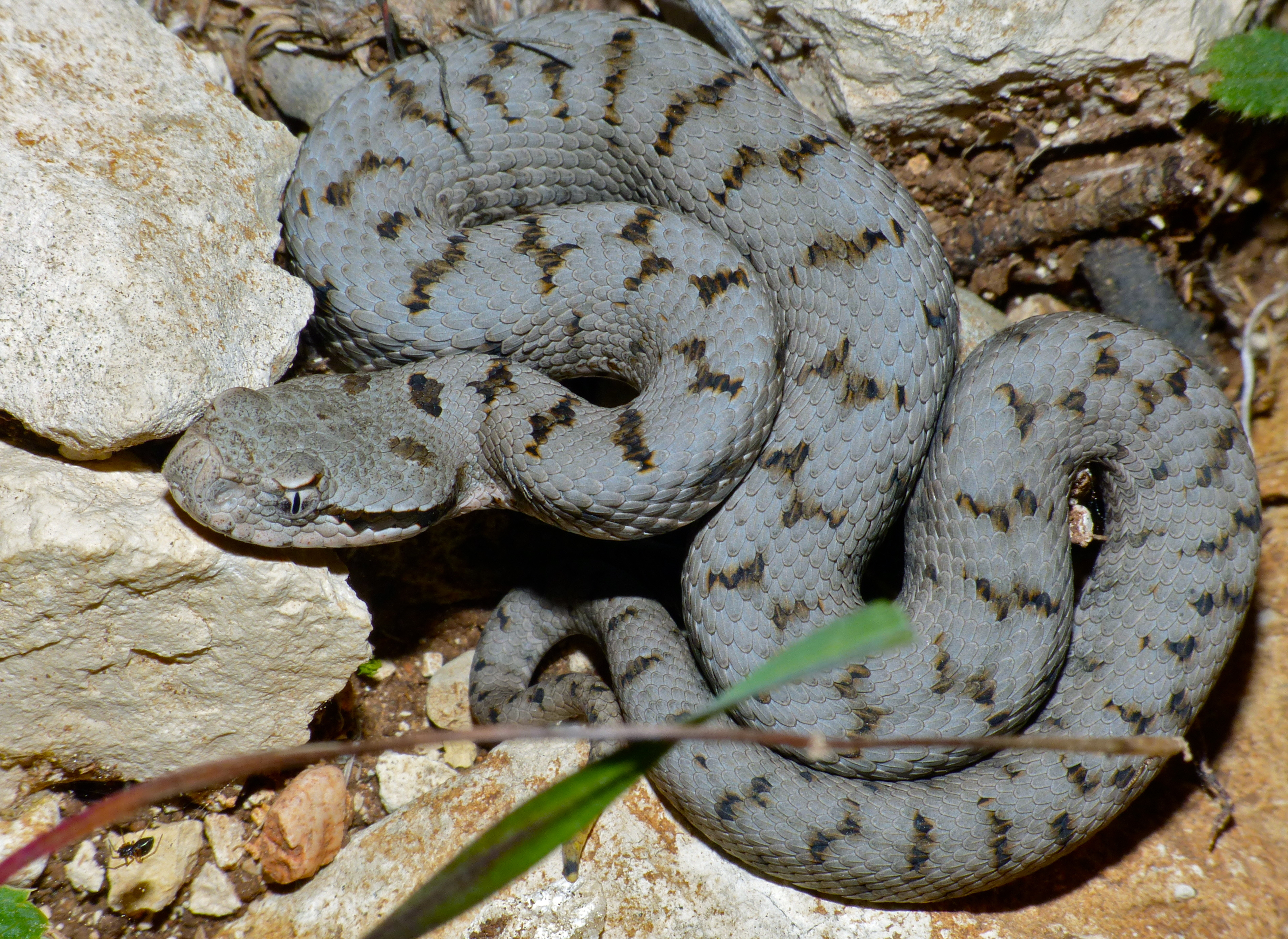
juvénile de V. aspis aspis (Gard, France)
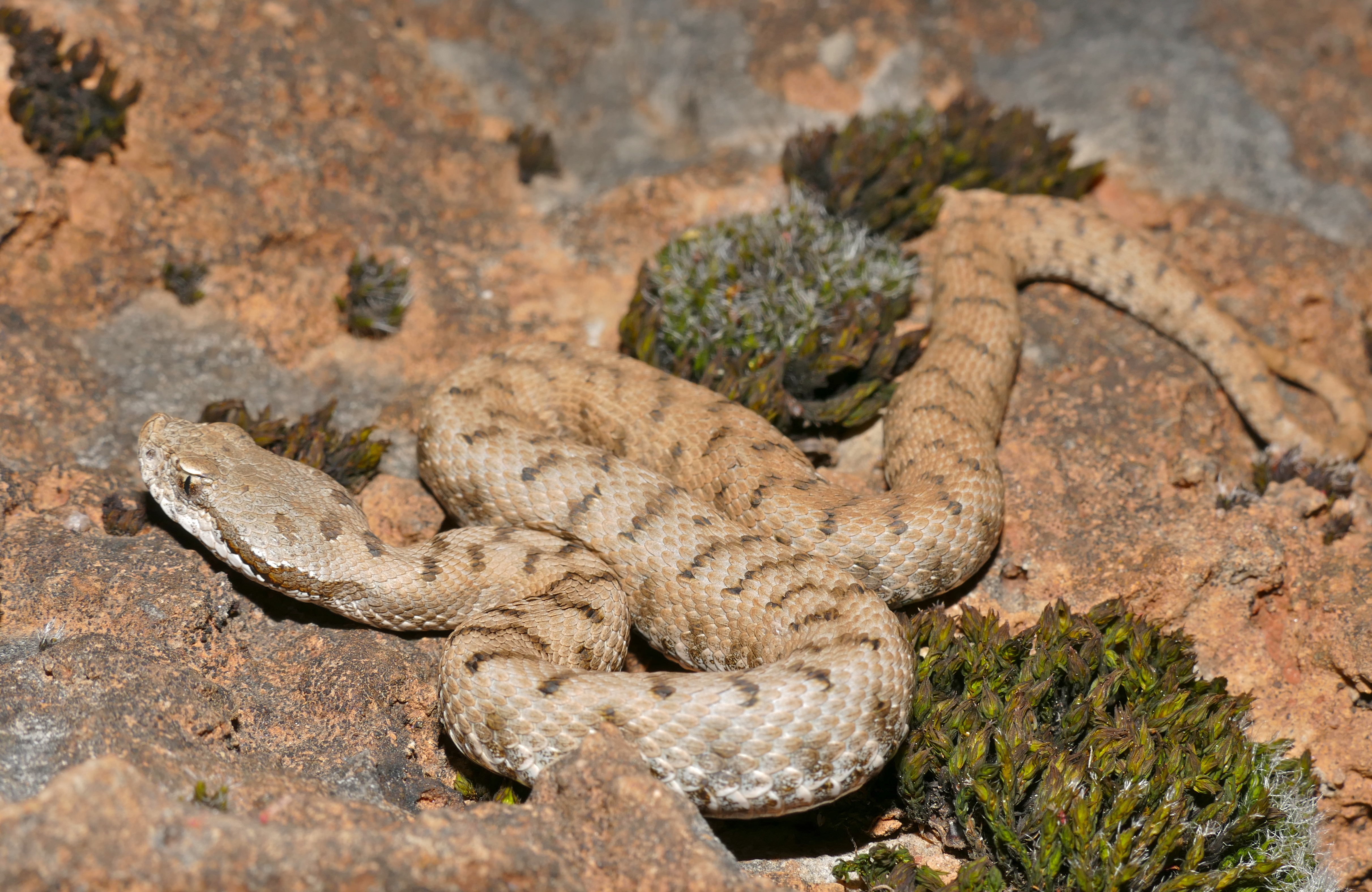
juvénile de V. aspis aspis (Gard, France)
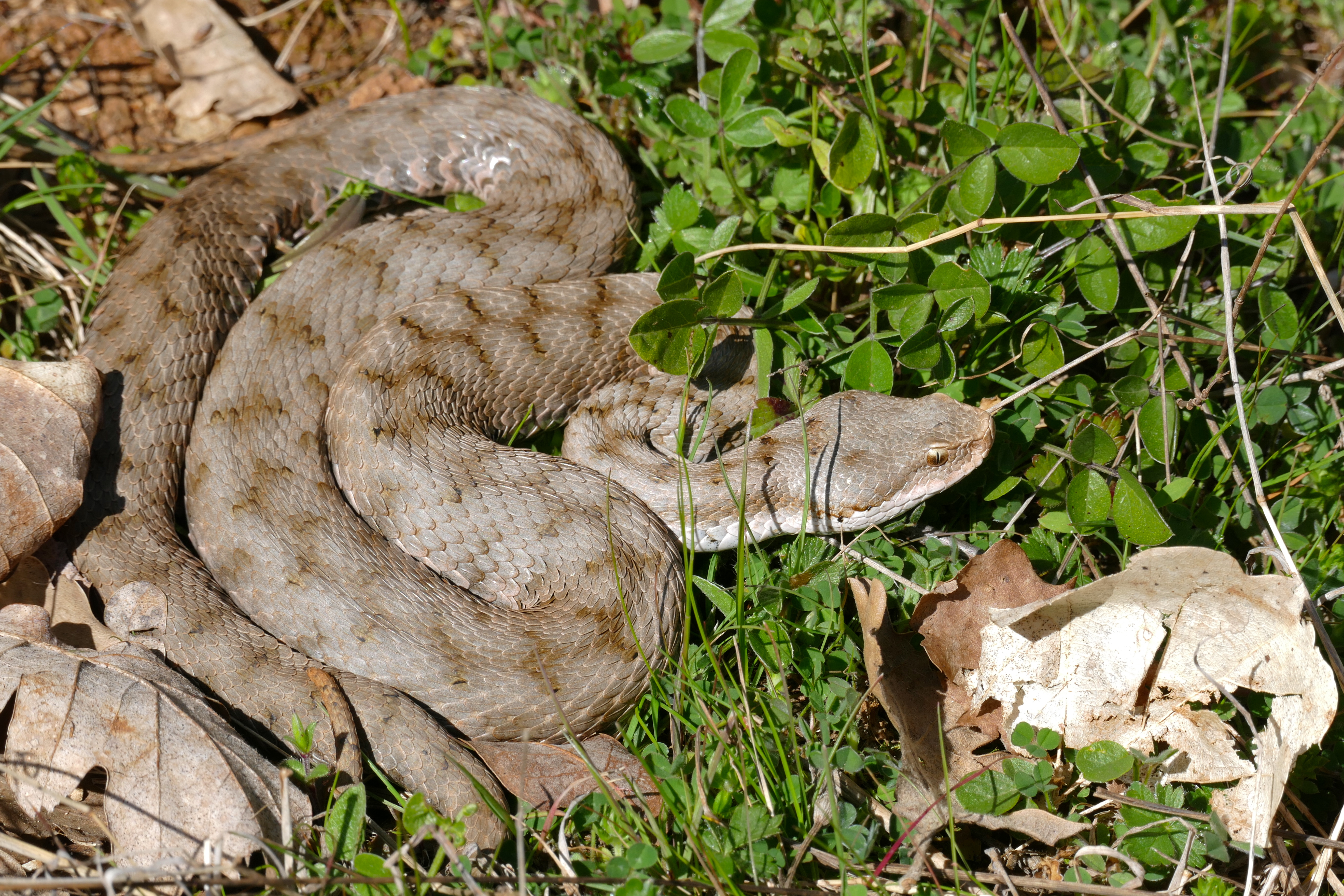
femelle de V. aspis aspis (Gard, France)
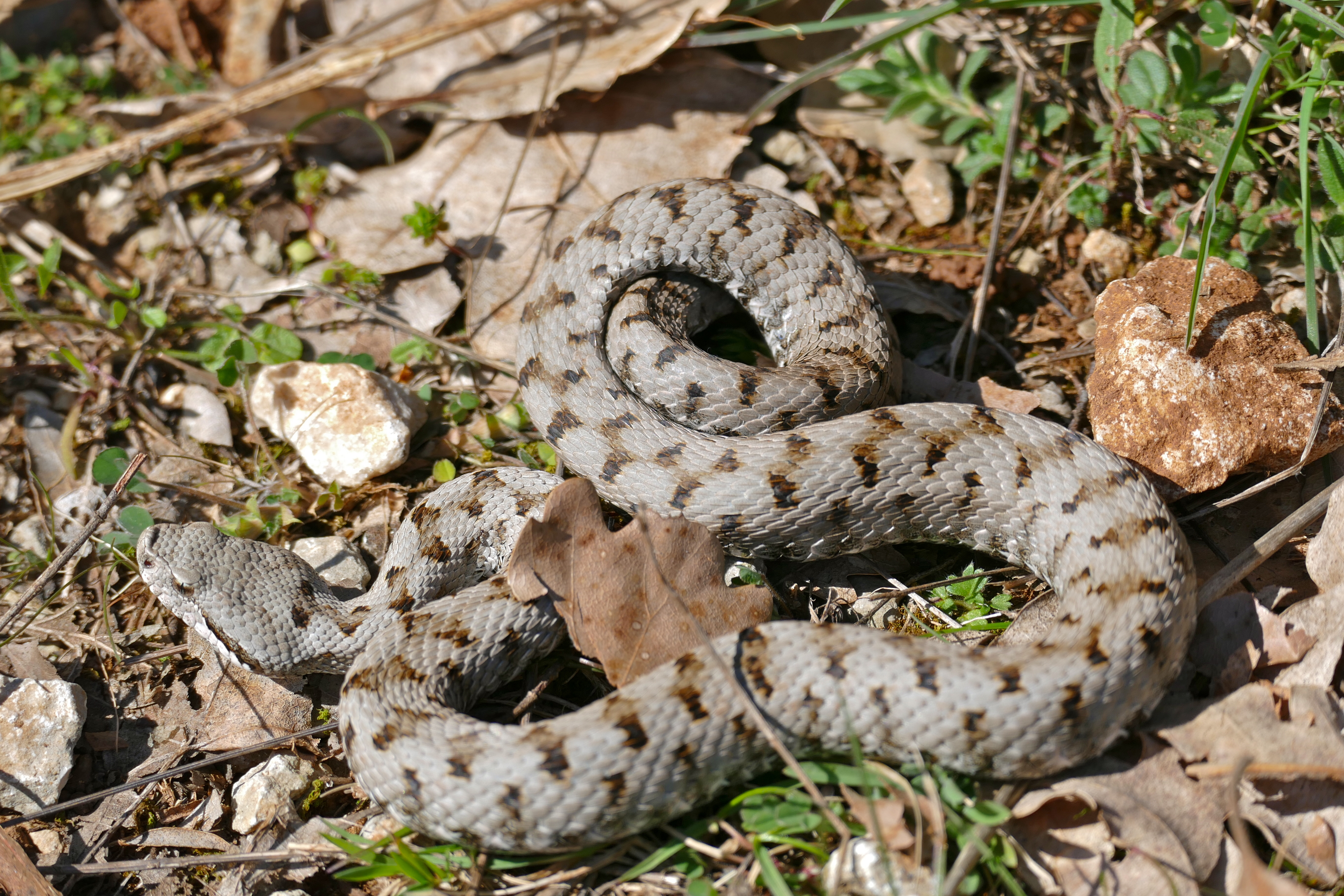
mâle de V. aspis aspis (Gard, France)
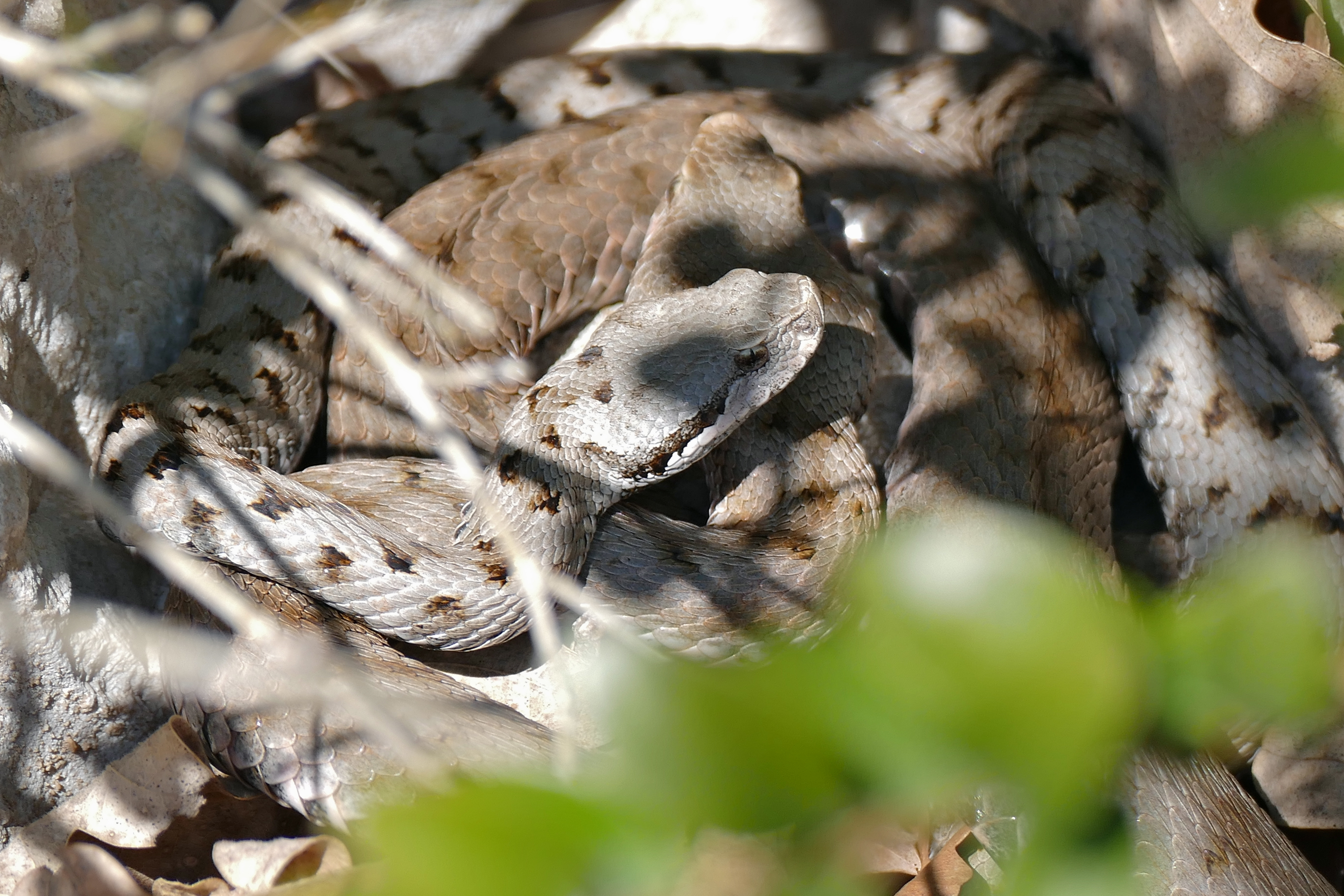
Couple de V. aspis aspis (Gard, France)

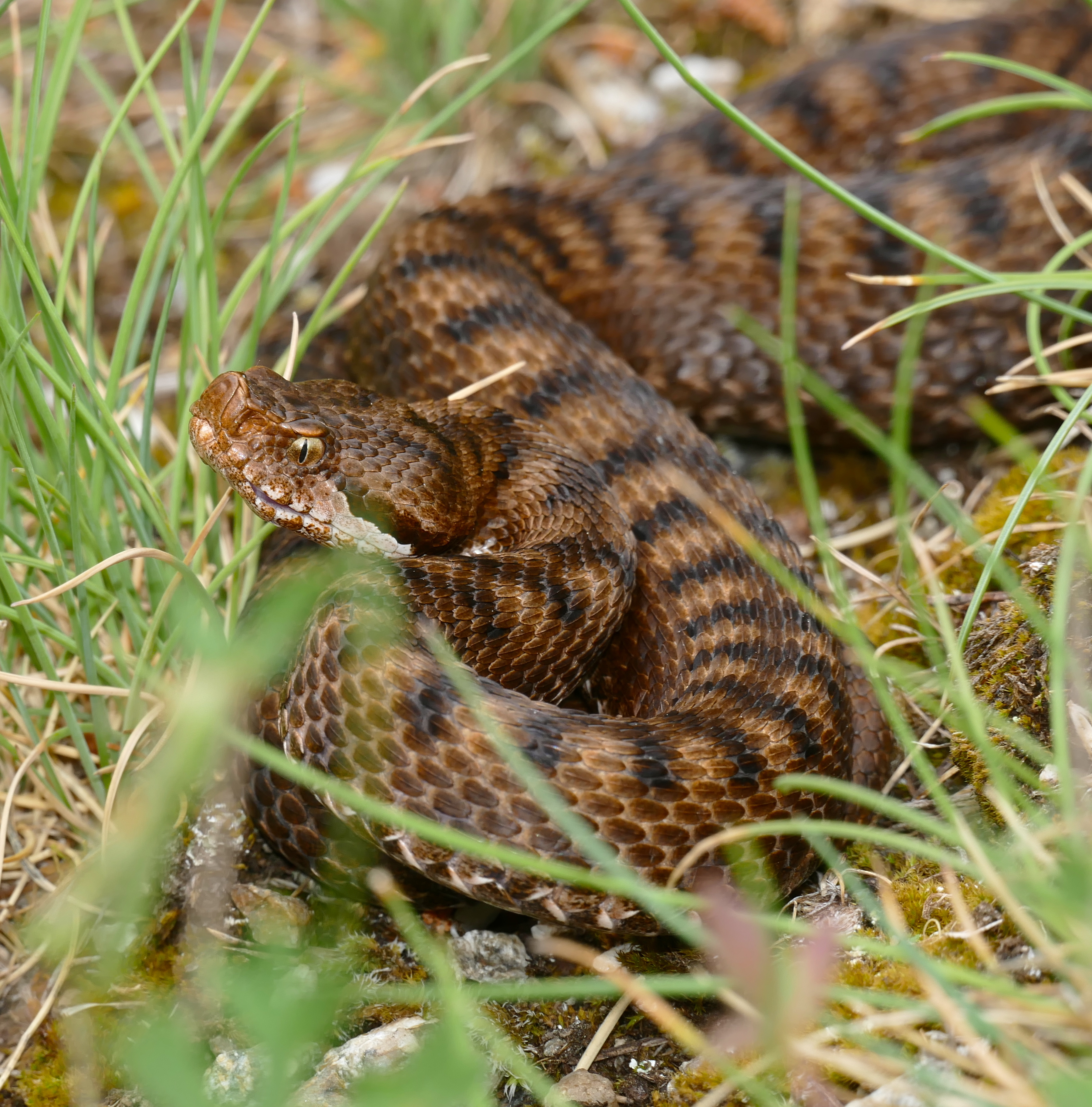
Vipera aspis atra (Alpes-maritimes, France)
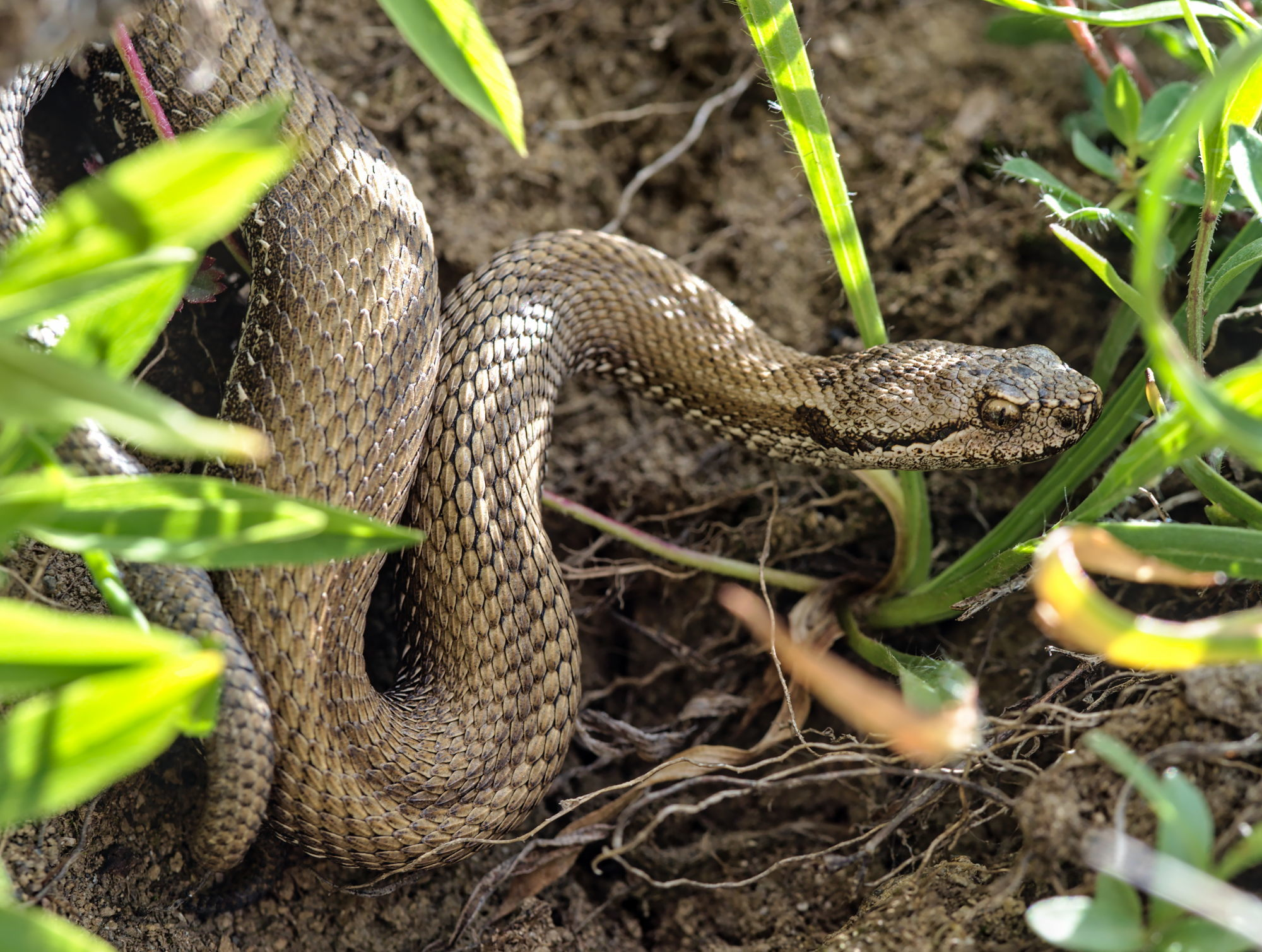
une vipère aspic presque sans motif dorsal (Rhône-Alpes-Auvergne, France)
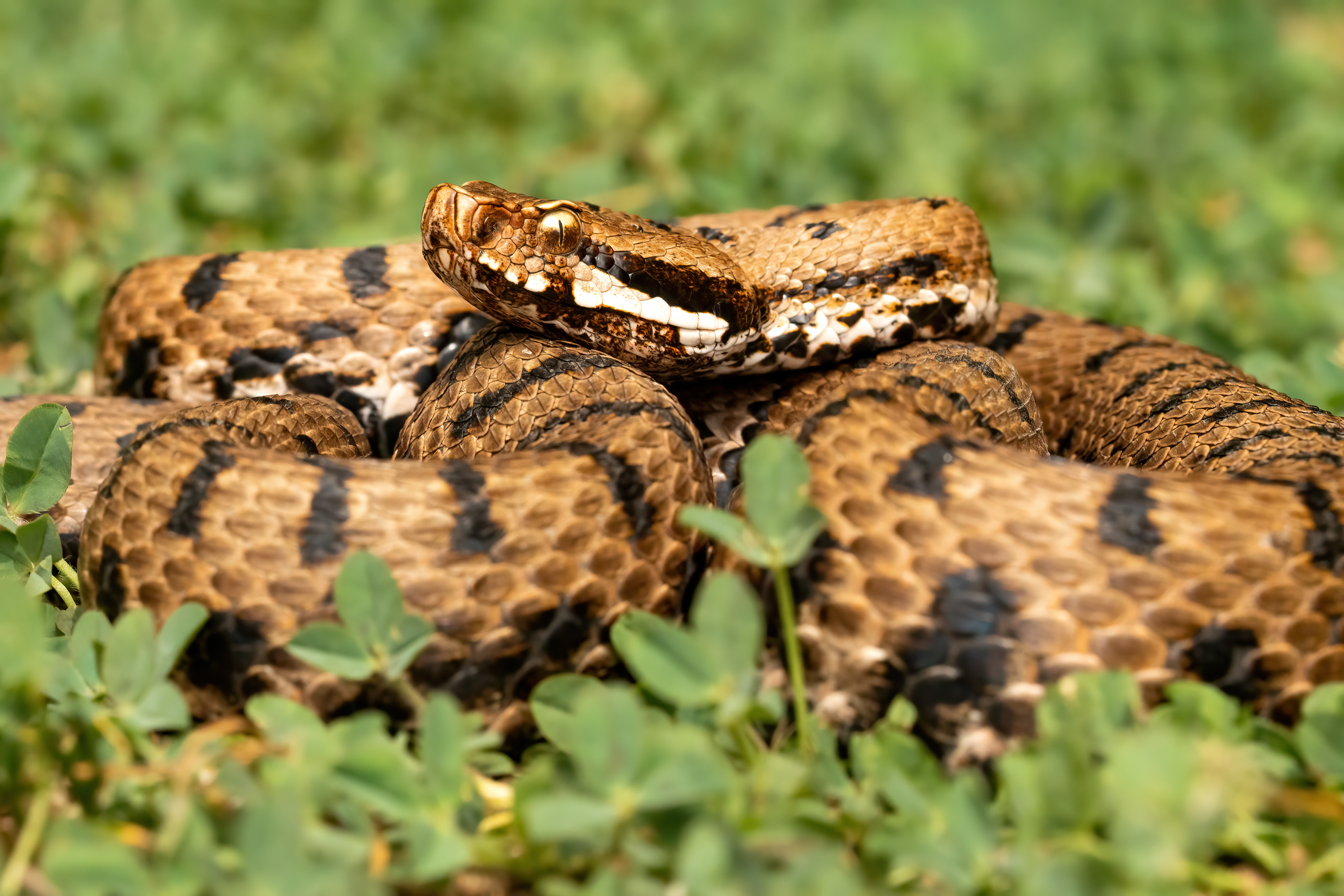
V. aspis francisciredi (Frioul-Vénétie Julienne, Italie)
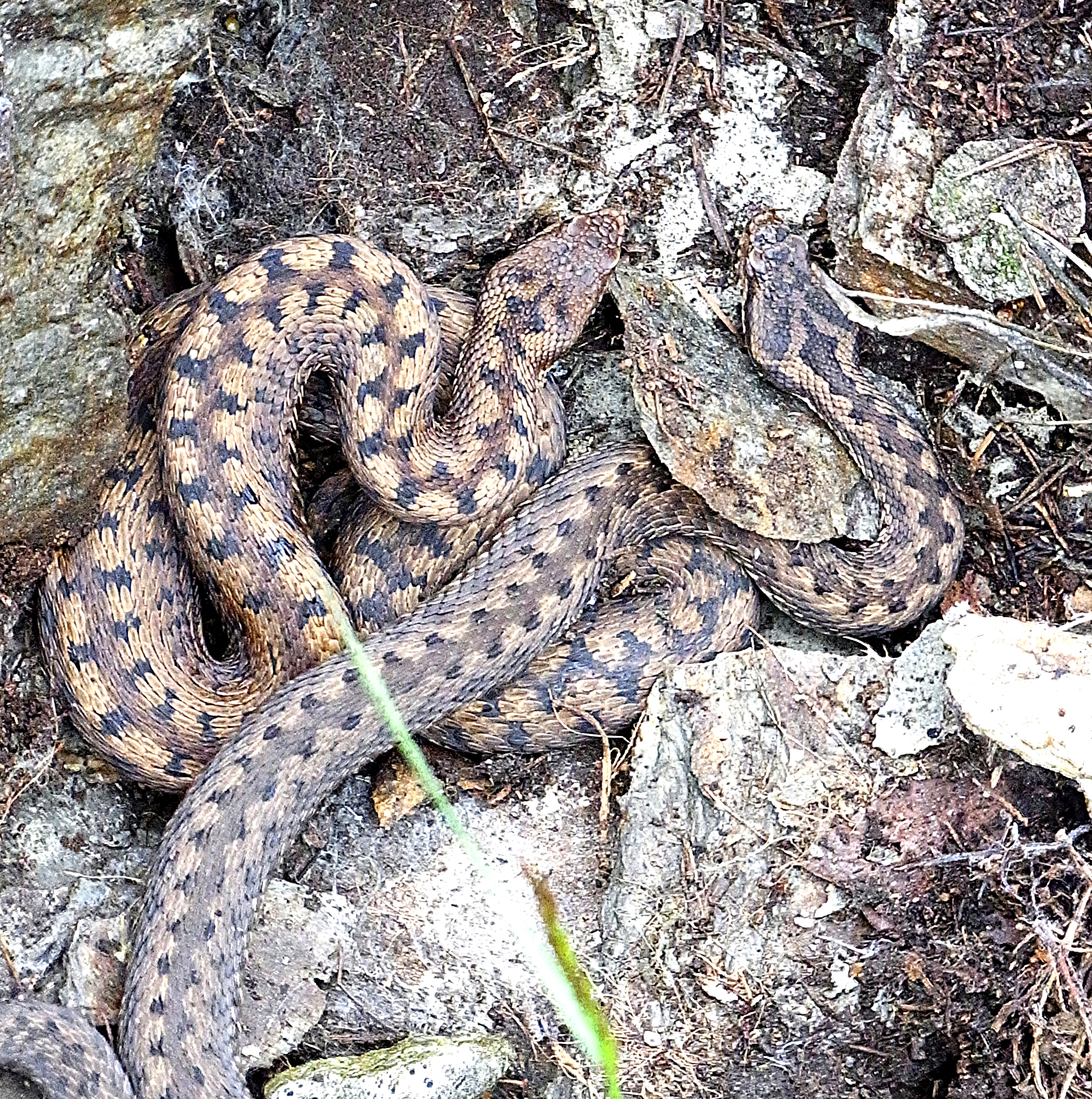
Couple de Vipera aspis zinnikeri (Occitanie, France)